# Conrad Spölin
Conrad Spölin (* 16. Juli 1587; † 25. Januar 1643 in Heilbronn) war von 1628 bis 1643 Bürgermeister der Reichsstadt Heilbronn.

## Leben
Conrad Spölin war von Beruf Kaufmann und 1616 Mitglied des großen, äußeren Rats (von der Gemeind), später 1618 Mitglied des mächtigeren inneren, kleinen Rats (von den Burgern) und schließlich ab 1628 bis zu seinem Lebensende Bürgermeister von Heilbronn. Spölin fiel die schwierige Aufgabe zu, die Geschicke der Stadt während des Dreißigjährigen Krieges zu lenken, als Heilbronn von Franzosen und Schweden besetzt und zum Bollwerk ausgebaut wurde. Er erhielt am 28. Februar 1632 zum Lohn für seine Verdienste bei den Schweden den Amorbacher Hof bei Neckarsulm.
Er war der Sohn des Bürgermeisters Johann Spölin und mit Agnes Aff verheiratet, der Enkeltochter des Bürgermeisters Balthasar Aff. Sie hatten zwei Söhne, Johann Conrad Spölin und Johann Ludwig. Johann Conrad wurde ebenfalls Bürgermeister zu Heilbronn, und Johann Ludwig heiratete später Maria Elisabeth Calw, die Tochter des Bürgermeisters Sebastian Calw. In zweiter Ehe war Spölin mit Agnes Imlin verheiratet, der Enkeltochter des Bürgermeisters Clement Imlin. Die Verwandtschaftsverhältnisse zeigen deutlich auf, wie eng die herrschenden Patrizierfamilien der Reichsstadt Heilbronn miteinander verbunden waren und insbesondere zur Wahrung ihrer uneingeschränkten Macht auch unter sich blieben.